# Martina Müller (piłkarka)
Martina Müller (ur. 18 kwietnia 1980 w Kassel) – niemiecka piłkarka grająca na pozycji napastnika, mistrzyni świata z 2003 i z 2007, brązowa medalistka Igrzysk Olimpijskich w Atenach w 2004.